# 八开镇
八开镇，是中华人民共和国贵州省黔东南苗族侗族自治州榕江县下辖的一个乡镇级行政单位。
2016年1月14日，贵州省人民政府批复同意撤销八开乡建制，设置八开镇，撤乡设镇后行政区域和政府驻地不变。

## 行政区划
八开镇下辖以下地区：
八开乡社区、八开村、摆柳村、党央村、摆水村、摆奶村、摆列村、都江村、高同村、亚类村、庙友村、格拢村、高随村、腊酉村、长寨村、分董村、高雅村和摆辽村。